# Mala prožna ponjava
Velika prožna ponjava je zvrst pri gimnastiki. V olimpijski program se je uvrstila leta 2000 na Olimpijskih igrah v Sydneyju.